# Pandemonium (Killing Joke)
| Recensione  | Giudizio |
| ----------- | -------- |
| AllMusic    | [ 1 ]    |
| Discogs     | [ 2 ]    |
| MusicBrainz | [ 3 ]    |

Pandemonium è il nono album in studio dei Killing Joke, pubblicato nel giugno del 1994 dalla Butterfly Records.

## Il disco
Questo album segna il ritorno della band dopo un periodo di pausa lungo quattro anni, il più lungo dalla sua nascita, nonché il ritorno di Martin Glover, bassista e membro fondatore, che sostituisce Paul Raven.
Il frontman Jaz Coleman lo considera un concept, date le influenze provenienti dalla musica araba riscontrabili in tutto l'album.

## Tracce
1. Pandemonium – 6:42
2. Exorcism – 7:26
3. Millennium – 5:34
4. Communion – 6:56
5. Black Moon – 5:19
6. Labyrinth – 5:55
7. Jana – 4:06
8. Whiteout – 5:43
9. Pleasures of the Flesh – 5:42
10. Mathematics of Chaos – 7:24

Tracce bonus ristampa 2005
1. Pandemonium (A Thread of Steel in the Suspension Bridge of Time and Space Mix) – 9:18
2. Another Cult Goes Down (Portobello Mix) – 6:19

## Formazione
- Jaz Coleman - voce, sintetizzatore
- Kevin "Geordie" Walker - chitarra
- Martin "Youth" Glover - basso
- Geoff Dugmore - batteria
- Tom Larkin - batteria
- Larry De Zoete - batteria
- Hossam Ramzy - percussioni
- Said El Artist - percussioni
- Aboud Abdel Al - violino